# Élections européennes de 1999 au Portugal
Les élections européennes de 1999 au Portugal (Eleições parlamentares europeias de 1999 (Portugal)) se sont tenues au Portugal le 13 juin 1999, afin d'élire les vingt-cinq députés européens au Parlement européen attribués au Portugal. Elles ont été remportées par le Parti socialiste (PS).

## Contexte
Après sa courte victoire sur le Parti social-démocrate (PPD/PSD) aux élections européennes du 12 juin 1994, le PS avait mis ce dernier en déroute aux élections législatives du 1er octobre 1995, avec plus de 43 % des suffrages exprimés. Profitant de la croissance économique que connaissait alors l'Europe, et poursuivant les efforts de réduction du déficit public et de l'inflation entamés par son prédécesseur, le Premier ministre António Guterres avait permis au Portugal d'intégrer la zone euro au 1er janvier 1999.
Au mois de février précédant le scrutin, le PPD/PSD avait changé de président, confiant sa direction à l'ancien ministre des Affaires étrangères José Manuel Durão Barroso en remplacement de Marcelo Rebelo de Sousa, en poste depuis 1996. Du côté socialiste, le parti avait choisi d'investir comme tête de liste l'ancien Premier ministre, puis président de la République, Mário Soares.

## Mode de scrutin
Le mode de scrutin retenu prévoit l'élection des députés européens au scrutin proportionnel suivant la méthode d'Hondt, connue pour avantager les partis arrivés en tête. La loi électorale établit à 25 le nombre de sièges à pourvoir. Les députés sont élus dans une seule circonscription, correspondant à l'ensemble du territoire national.

## Tête de liste des principaux partis
| Parti | Parti                                                          | Tête de liste        |
| ----- | -------------------------------------------------------------- | -------------------- |
|       | Parti social-démocrate Partido Social Democrata                | José Pacheco Pereira |
|       | Parti socialiste Partido Socialista                            | Mário Soares         |
|       | Coalition démocratique unitaire Coligação Democrática Unitária | Ilda Figueiredo      |
|       | Parti populaire Partido Popular                                | Paulo Portas         |

## Résultats

### Scores
| Parti                           | Parti                                              | Voix      | %        | +/-   | Sièges    | +/-         |
| ------------------------------- | -------------------------------------------------- | --------- | -------- | ----- | --------- | ----------- |
|                                 | Parti socialiste (PS)                              | 1 493 146 | 43,07 %  | +8,20 | 12        | +2          |
|                                 | Parti social-démocrate (PPD/PSD)                   | 1 078 528 | 31,11 %  | -3,28 | 9         | ±           |
|                                 | Coalition démocratique unitaire (CDU) • PCP • PEV  | 357 671   | 10,32 %  | -0,87 | 2 • 2 • 0 | -1 • -1 • ± |
|                                 | Parti populaire (CDS/PP)                           | 283 067   | 8,16 %   | -4,29 | 2         | -1          |
|                                 | Bloc de gauche (BE)                                | 61 920    | 1,79 %   | Nv.   | 0         | =           |
|                                 | Parti communiste des travailleurs portugais (PCTP) | 30 446    | 0,88 %   | +0,09 | 0         | =           |
|                                 | Parti populaire monarchiste (PPM)                  | 16 182    | 0,45 %   | +0,20 | 0         | =           |
|                                 | Parti de la Terre (MPT)                            | 13 924    | 0,40 %   | -0,03 | 0         | =           |
|                                 | Parti de la solidarité nationale (PSN)             | 8 413     | 0,24 %   | -0,13 | 0         | =           |
|                                 | Parti ouvrier d'unité socialiste (POUS)            | 5 565     | 0,16 %   | +0,06 | 0         | =           |
|                                 | Parti démocratique de l'Atlantique (PDA)           | 5 089     | 0,15 %   | -0,08 | 0         | =           |
|                                 | Bulletins blancs                                   | 63 281    | 1,83 %   | +0,22 |           |             |
|                                 | Bulletins nuls                                     | 49 853    | 1,44 %   | -0,05 |           |             |
| TOTAL (participation : 39,93 %) | TOTAL (participation : 39,93 %)                    | 3 467 085 | 100,00 % | N/A   | 25        | N/A         |

### Analyse
Bien que la participation soit sensiblement plus basse, le PS réédite son bon score des législatives de 1995 et devient le premier parti du Portugal à franchir la barre des 40 % des suffrages exprimés aux élections européennes. Il profite du recul global des autres partis, particulièrement marqué pour le CDS/PP, qui passe pour la première fois sous les 10 % pour ce type de scrutin. Bien que le PPD/PSD stagne en sièges, il régresse en voix de plus de trois points, s'approchant dangereusement des 30 %. L'ensemble de ces résultats n'est qu'annonciateur de ceux des élections législatives du 10 octobre, qui voient à nouveau la victoire des socialistes.